# Symphurus woodmasoni
Symphurus woodmasoni es una especie de pez de la familia Cynoglossidae en el orden de los Pleuronectiformes.

## Distribución geográfica
Se encuentran en las Filipinas y las Islas Andamán.